# Tällberg
Tällberg är en by och tätort i Leksands kommun i Dalarna, vid Siljan mellan Leksand och Rättvik. Tällbergs by är ursprungligen en bondby med rötter i medeltiden, men utvecklades från början av 1900-talet till en besöks- och turistort.

## Historik
Tillbergh / tælleberga är det äldsta belägget från 1320, då tre bönder i byn omtalas  och betyder det tallbevuxna berget.
I början 1920-talet fanns 32 gårdar i nedre och 19 gårdar i övre Tällberg, men byn hade redan då fått ett dussintal "Villor i Dalstil". Först på plats var Gustaf  Ankarcrona 1908, och kort därpå konstnären Ivar Nyberg. Även Hugo Alfvén och Gabriel Burmeister, liksom Gösta Mittag-Leffler var tidiga stugägare. Sedan byn fått järnvägsstation 1914, ökade turistandet.

### Befolkningsutveckling
| Befolkningsutvecklingen i Tällberg 1960–2020                                  | Befolkningsutvecklingen i Tällberg 1960–2020 | Befolkningsutvecklingen i Tällberg 1960–2020 | Befolkningsutvecklingen i Tällberg 1960–2020 | Befolkningsutvecklingen i Tällberg 1960–2020 |
| ----------------------------------------------------------------------------- | -------------------------------------------- | -------------------------------------------- | -------------------------------------------- | -------------------------------------------- |
|                                                                               |                                              |                                              |                                              |                                              |
| År                                                                            |                                              |                                              | Folkmängd                                    | Areal (ha)                                   |
| 1960                                                                          | 1960                                         |                                              | 535                                          |                                              |
| 1965                                                                          | 1965                                         |                                              | 541                                          |                                              |
| 1970                                                                          | 1970                                         |                                              | 399                                          |                                              |
| 1975                                                                          | 1975                                         |                                              | 387                                          |                                              |
| 1980                                                                          | 1980                                         |                                              | 421                                          |                                              |
| 1990                                                                          | 1990                                         |                                              | 516                                          | 302                                          |
| 1995                                                                          | 1995                                         |                                              | 486                                          | 306                                          |
| 2000                                                                          | 2000                                         |                                              | 504                                          | 307                                          |
| 2005                                                                          | 2005                                         |                                              | 637                                          | 307                                          |
| 2010                                                                          | 2010                                         |                                              | 606                                          | 308                                          |
| 2015                                                                          | 2015                                         |                                              | 875                                          | 547                                          |
| 2020                                                                          | 2020                                         |                                              | 867                                          | 529                                          |
| Anm.: utökades 2015 med bland annat småorten Plintsberg och Tällbergs station |                                              |                                              |                                              |                                              |

## Samhället

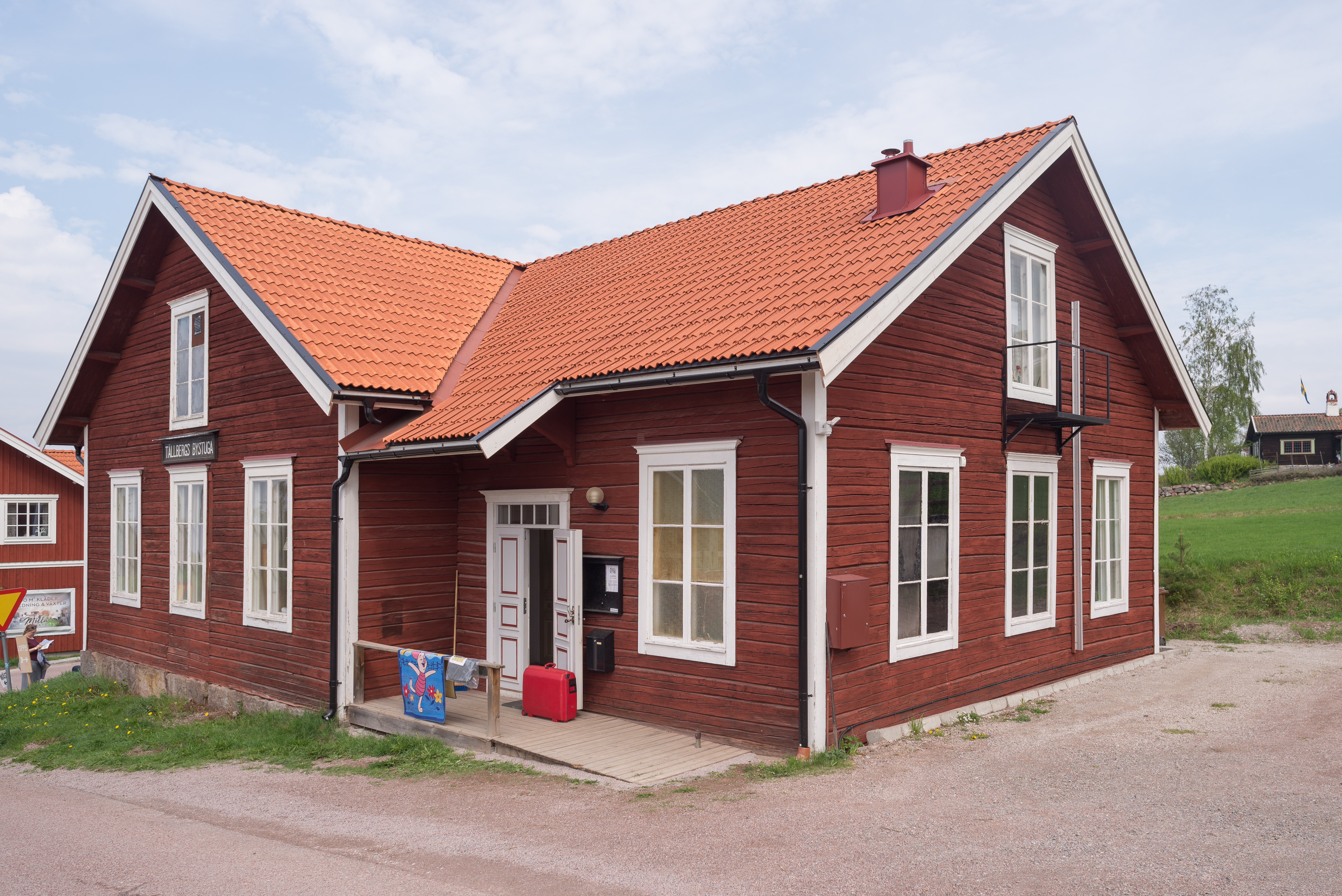
Tällbergs bystuga.

Bebyggelsen i Tällberg består till största del av trähus målande med klassisk Falu rödfärg och med vita knutar samt stugor och härbren byggda av  timmerstockar. Tällbergs by är en av de få orter i Sverige med trähus i enbart traditionell stil. 
 

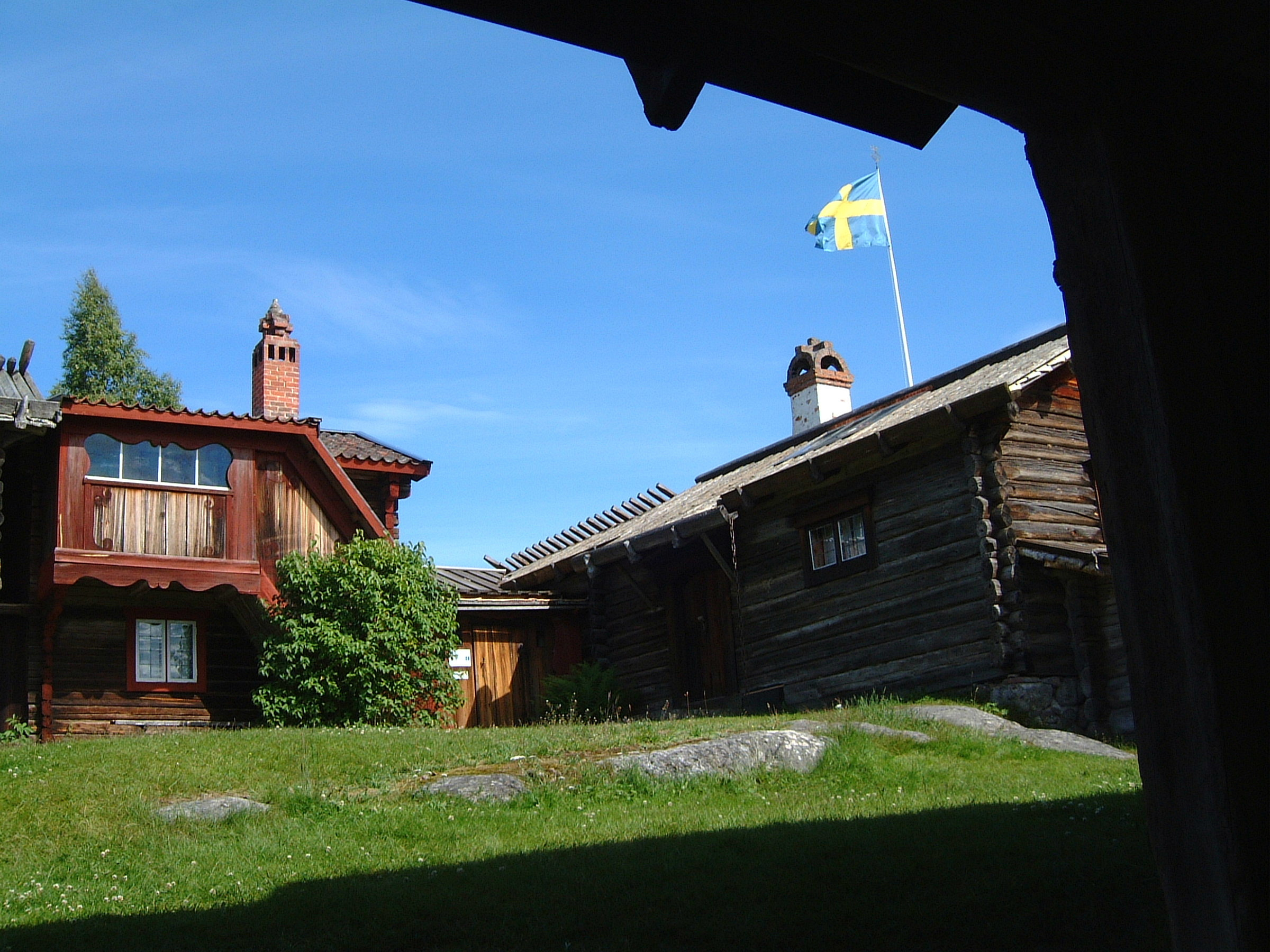
Holens Gammelgård.

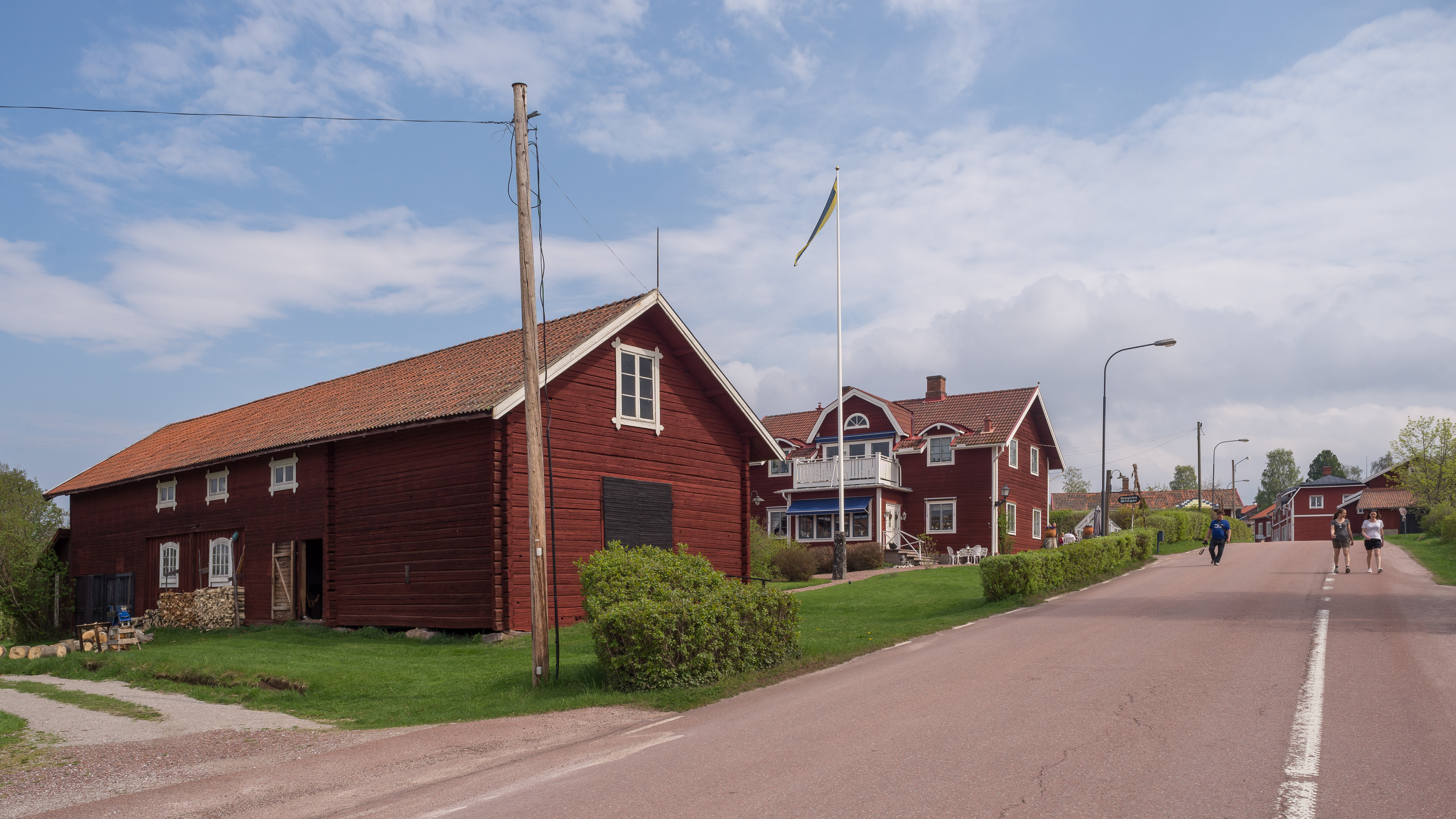
Bebyggelse i Tällberg.

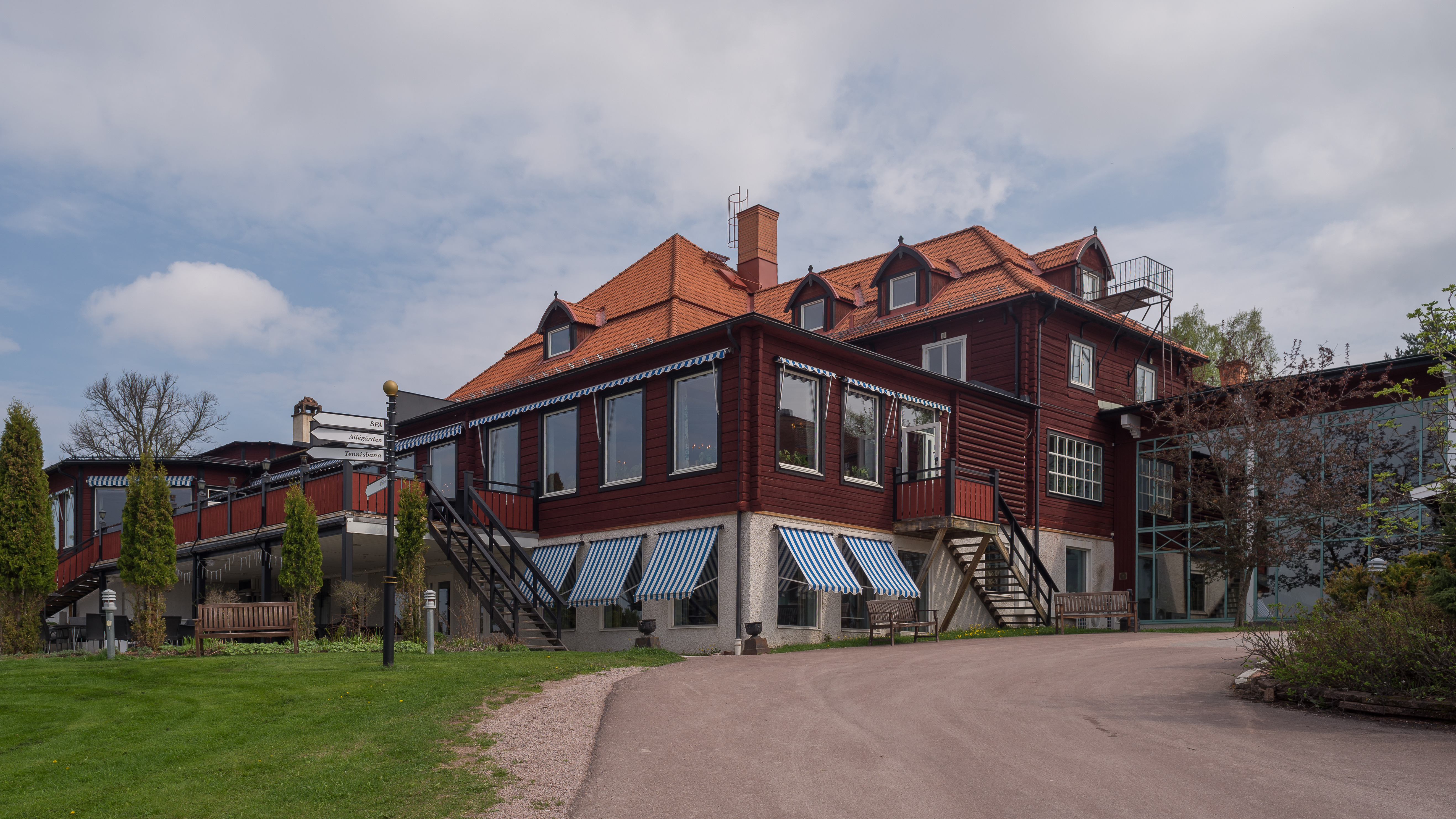
Hotell Dalecarlia.

Bland närliggande grannbyar finns bland annat Plintsberg, Laknäs, Östanhol, Hjortnäs och Kullsbjörken.
I Tällberg finns en utvecklad turistinfrastruktur med åtta hotell och gästhem, med sammanlagt cirka 1 500 bäddar. Byn har drygt en kvarts miljon besökare varje år.
Följande hotell och pensionat finns:
- Åkerblads Hotell och Gästgiveri, som startades 1911–12 i byns äldsta gård som egentligen heter Gatugården Tällberg 1:1, där namnet Gatu kommer av att gården ligger vid gatan.
- Hotell Siljanstrand Tällberg (tidigare Siljansgården), utvecklades från privathem till skolhem 1915, kursgård 1927 och gästhem och pensionat 1928. Av gårdens byggnader är den norra loftboden sedan 2007 byggnadsminne. Den södra delens nederdel är dendrokronologiskt daterad till 1332–33, den norra loftboden till 1506–07. Hotellet restaurerades fullständigt mellan 2010 och 2018, därav namnbytet.
- Villa Långbers, till 1982 Långbersgården, 1982–2010 Hotell Långbers, var ursprungligen en privatbostad, Ekebo, som 1935 blev kursgård och gästhem, grundat av systrarna Långbers. Hotellet har kompletterats med flera äldre byggnader, bland annat en fäbodvall högst upp i Tällberg.
- Klockargården Hotell har sitt ursprung i Sjonsgården i byn, och blev från 1953 använd för hemslöjds- och kursverksamhet. År 1960 blev gården pensionat och ett flertal gamla byggnader flyttades till tomten.
- Green Hotel var ursprungligen en privatbostad för en medarbetare till professor Gösta Mittag-Leffler. Under andra världskriget användes byggnaden som barnpensionat och blev 1947 hotell.
- Hotel Gyllene Hornet byggdes som privatbostad 1934 och blev 1937 hotell. Det inköptes 1951 av Postpersonalens semesterförening, som efter ombyggnad 1974–75 gav hotellet namnet Gyllene Hornet. Postens personalstiftelse sålde hotellet 2015 och därav namnbytet till First Hotel.
- Dalecarlia uppfördes 1910 som privatbostad åt Gösta Mittag-Leffler under namnet Tällgården. Huset ritades av Karl Güettler och blev 1944 hotell.[8]
- Hotell Tällbergsgården Åren 1875–1890 låg byns storskola, lärarbostad, uthus och förråd i Tällbergsgårdens lokaler. År 1917 flyttades små- och storskolan till nybyggd skola och Johanssons pensionat (startat 1908 i en annan byggnad) köpte skolans gamla byggnader och kunde utöka sin verksamhet. Under perioden 1949–61 var Tällbergsgården semesterhem åt Mjölkcentralen.

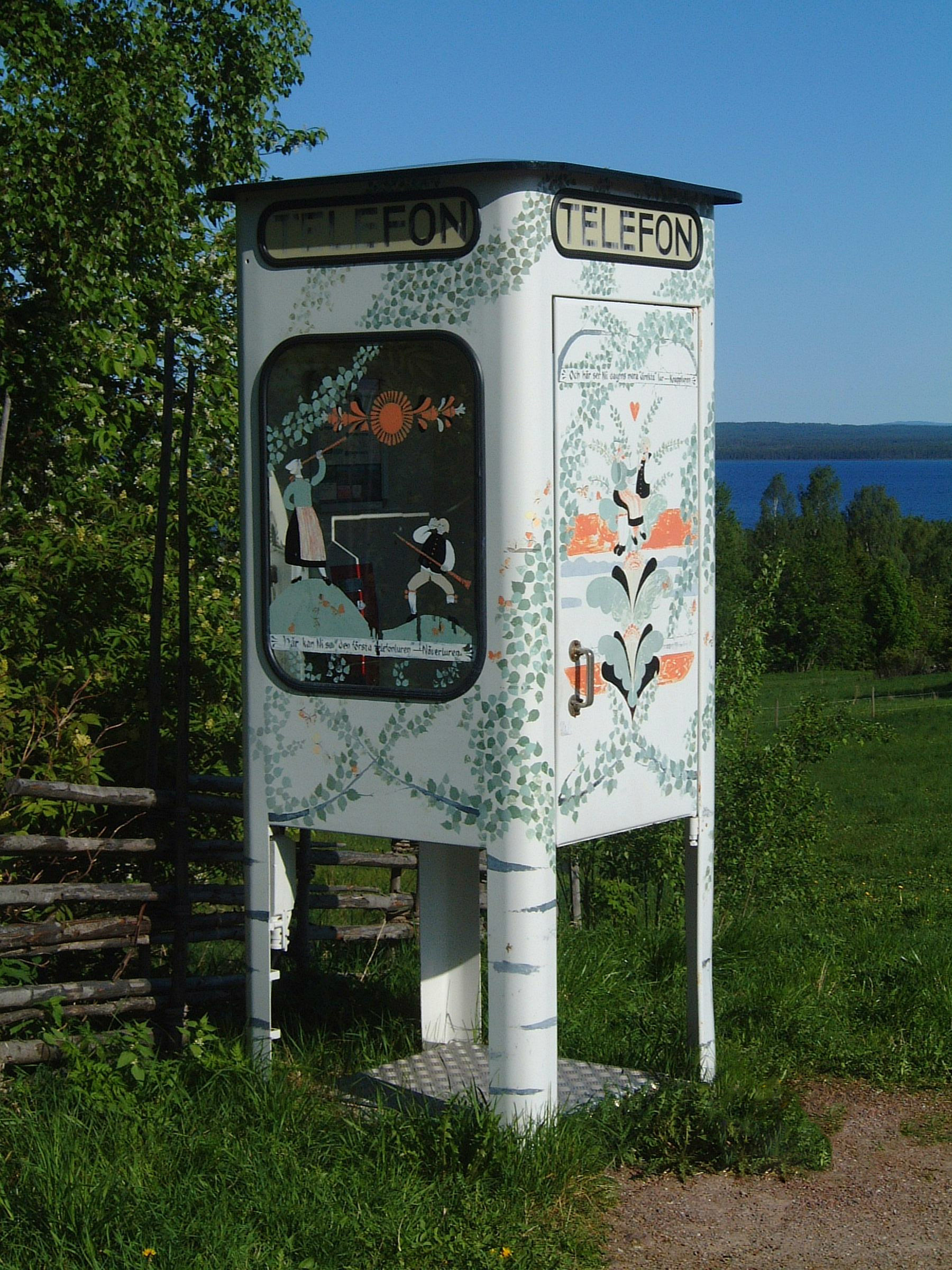
Telefonkiosken i Tällberg

Förutom en omfattande hotellverksamhet finns även en stor mängd kaféer och hemslöjdsbutiker som till exempel Holens Kaffestuga, Dalmål, Mases på Tällberg, Millamollis, Tällbergs Hemslöjd, Tällbergs Keramik och Tällbergs leva & bo butik.

## Evenemang

### Midsommarfirande
Midsommarfirandet hör till Tällbergs mest framträdande evenemangen under året. Midsommaren inleds dagen före midsommarafton med blomplockning och insamlandet av gräs och björkar för klädning av de två majstängerna, på Majstångsplatsen och vid Holens Gammelgård. På midsommarafton slutkläds majstången vid Majstångsplatsen, centralt i byn och stången reses tidig kväll. Under och efter denna resning underhåller spelmän och lekledare. På midsommardagen kläds och reses majstången vid Holen. Denna majstång kläds med flätat gräs i stället för med björk. Majstångsresning på Holen föregås av en liten majstångsresning för barn och efter huvudresningen av den stora majstången underhåller spelmän och lekledare med ringlekar för alla åldrar. Midsommarfirandet i Tällberg är omnämnt i den världsomspännande reseguiden "1,000 Places to See Before You Die".

### Jul
Lissjul och jul- och nyårsfirandet är vintertida evenemang.

### Tällberg Forum
Tällberg Forum var en internationell konferens, som arrangerades årligen mellan 2005 och 2013 av stiftelsen Tällberg Foundation som grundades av Bo Ekman.

## Bildgalleri

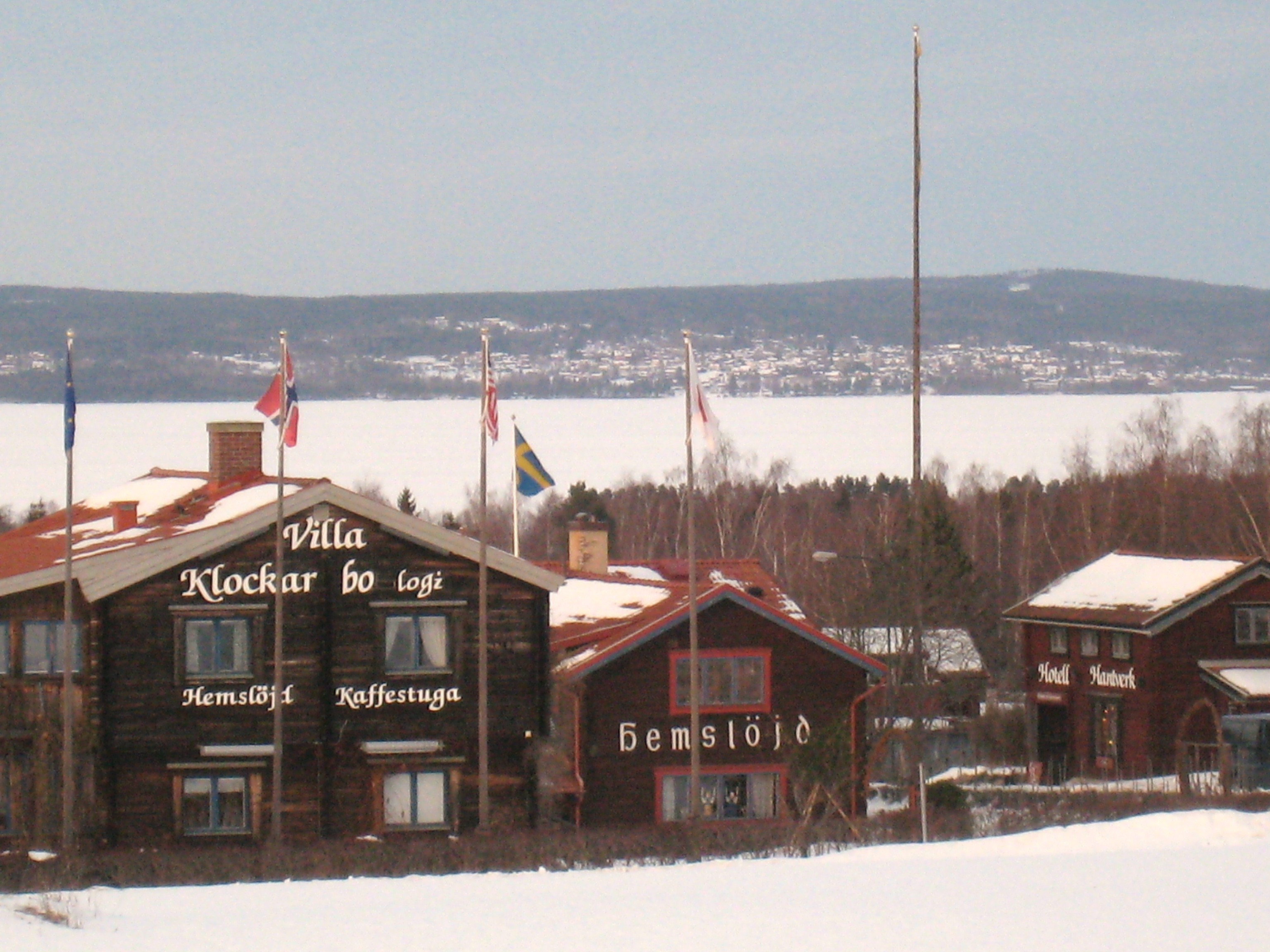
Utsikt över Siljan med Vikarbyn i fonden
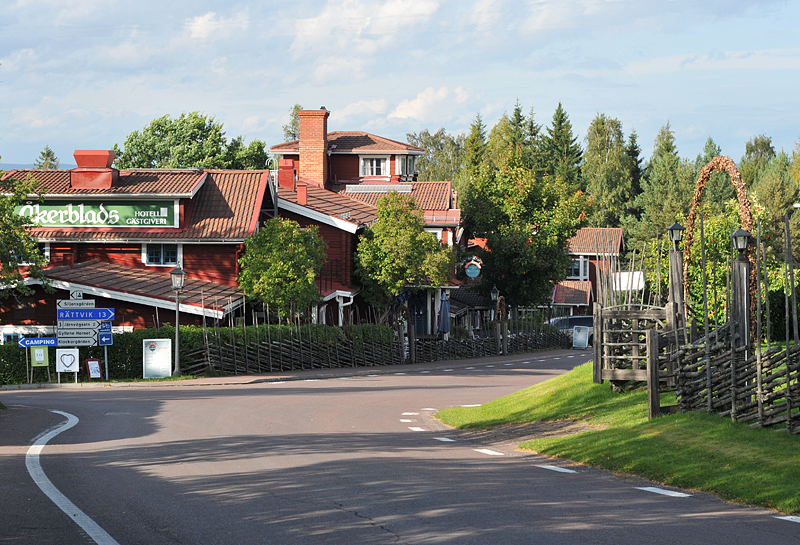
Åkerblads hotell
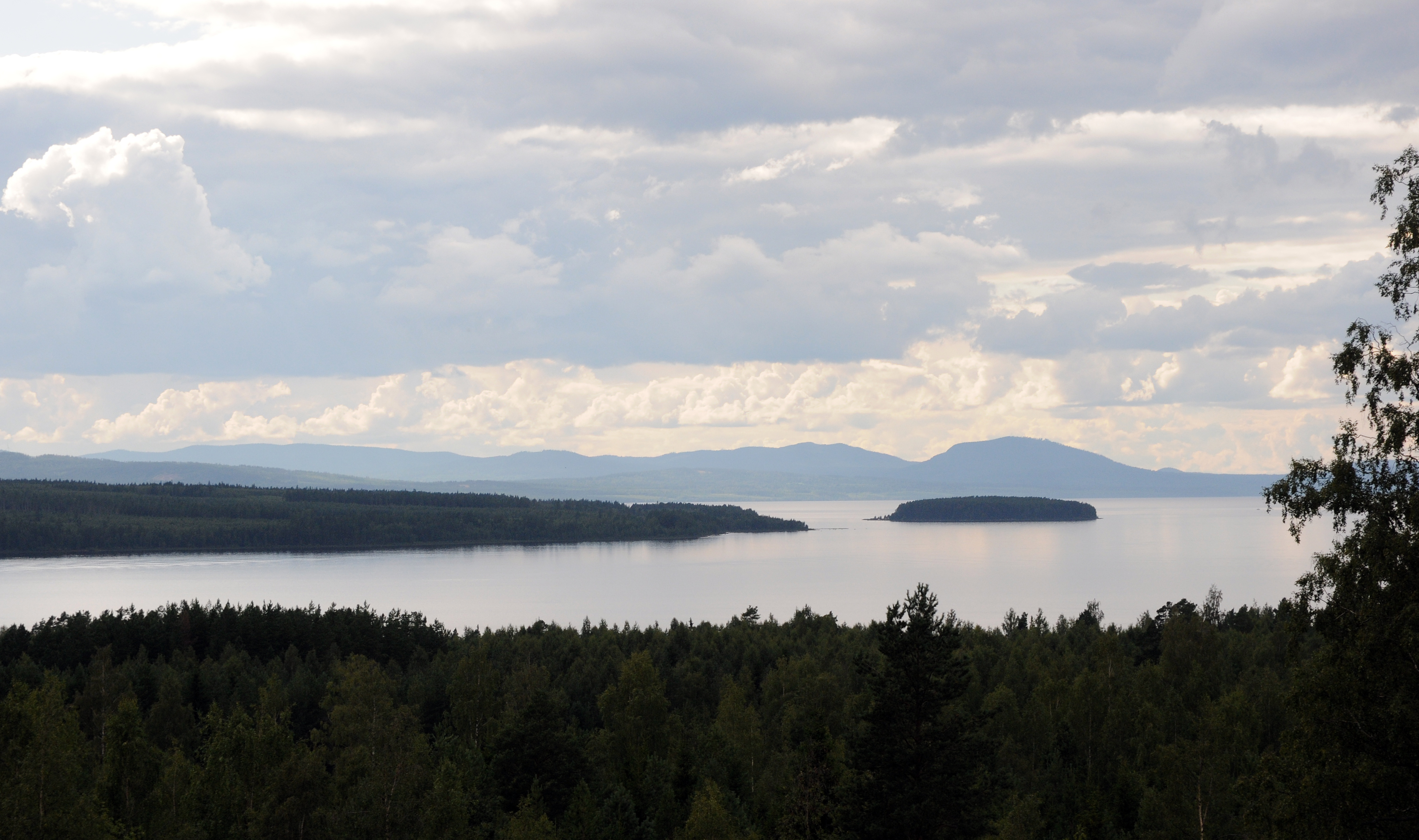
Tällberg, utsikten
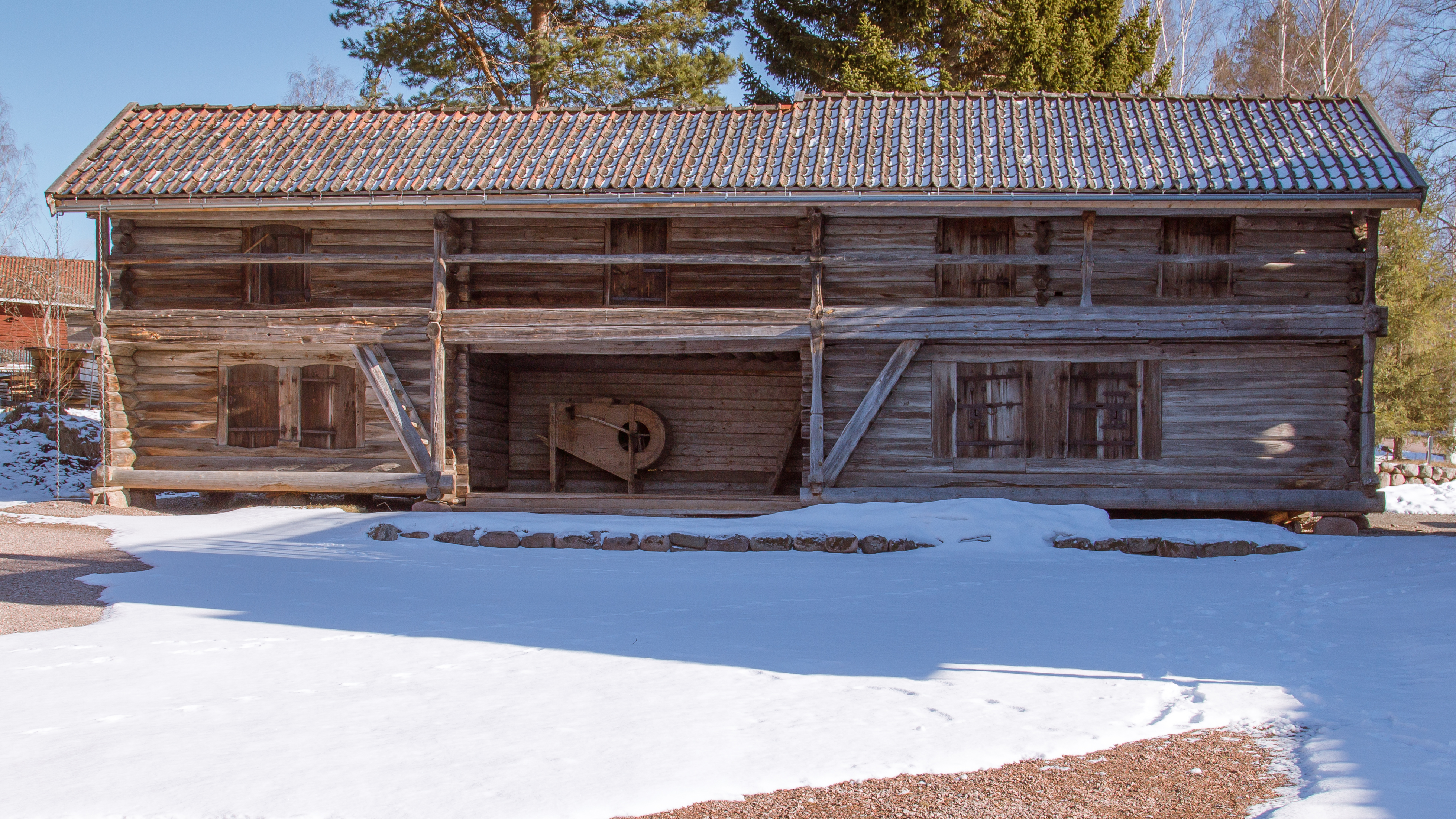
Tällbergs äldsta timmerbyggnad (1332), hotell Siljanstrand
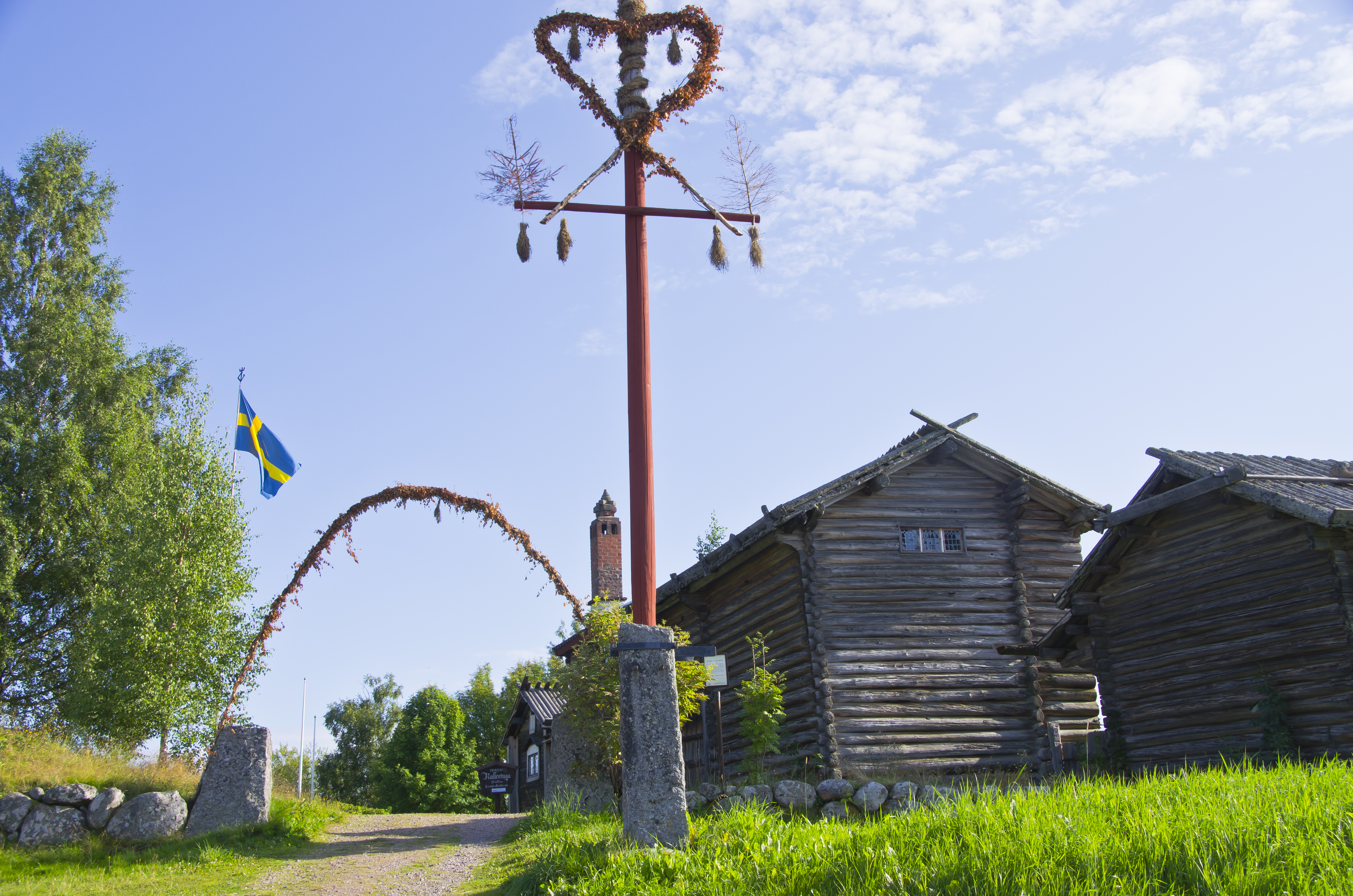
Holen, högst upp i Tällberg
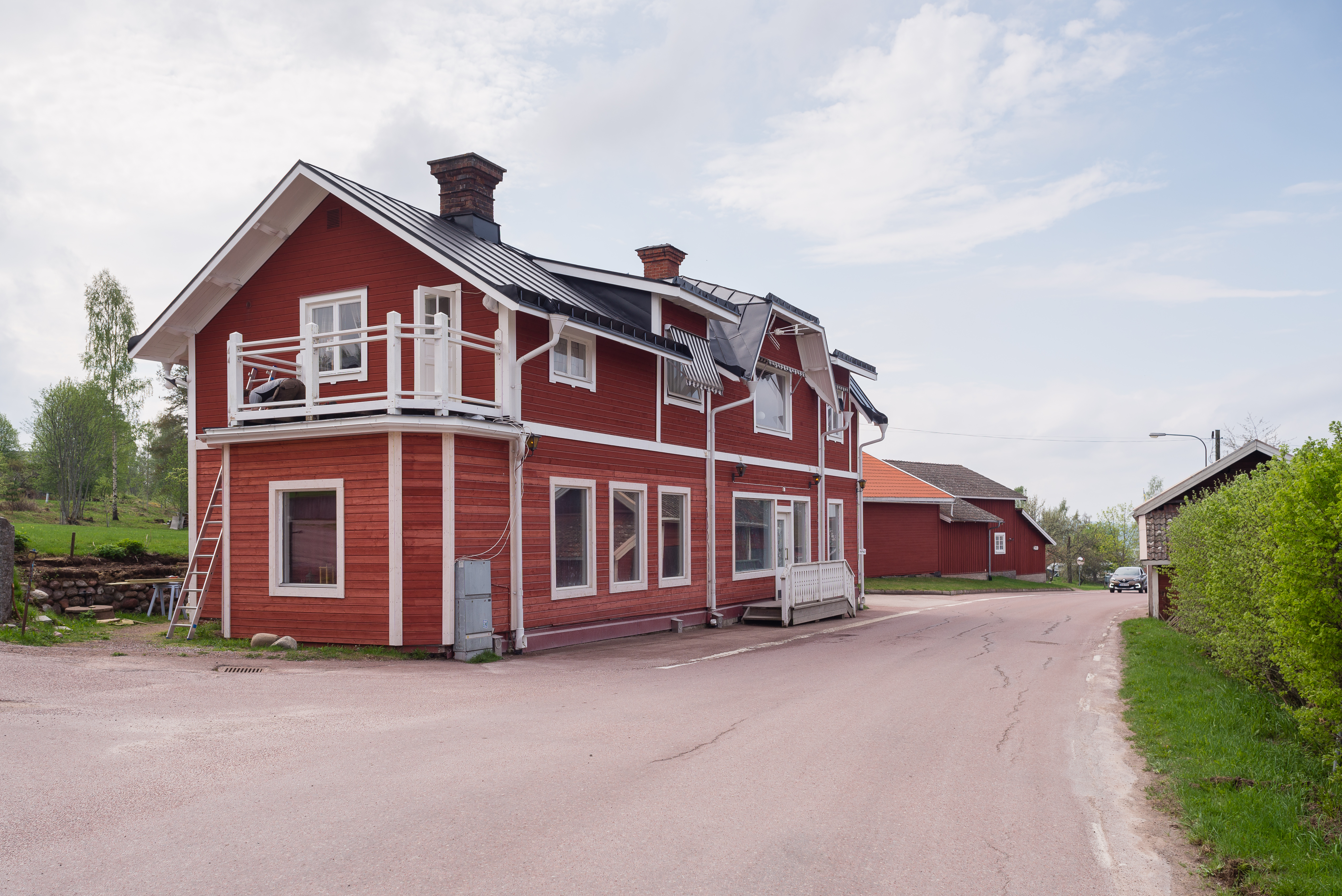
Här startades Tällbergs första pensionat - Johanssons Pensionat.
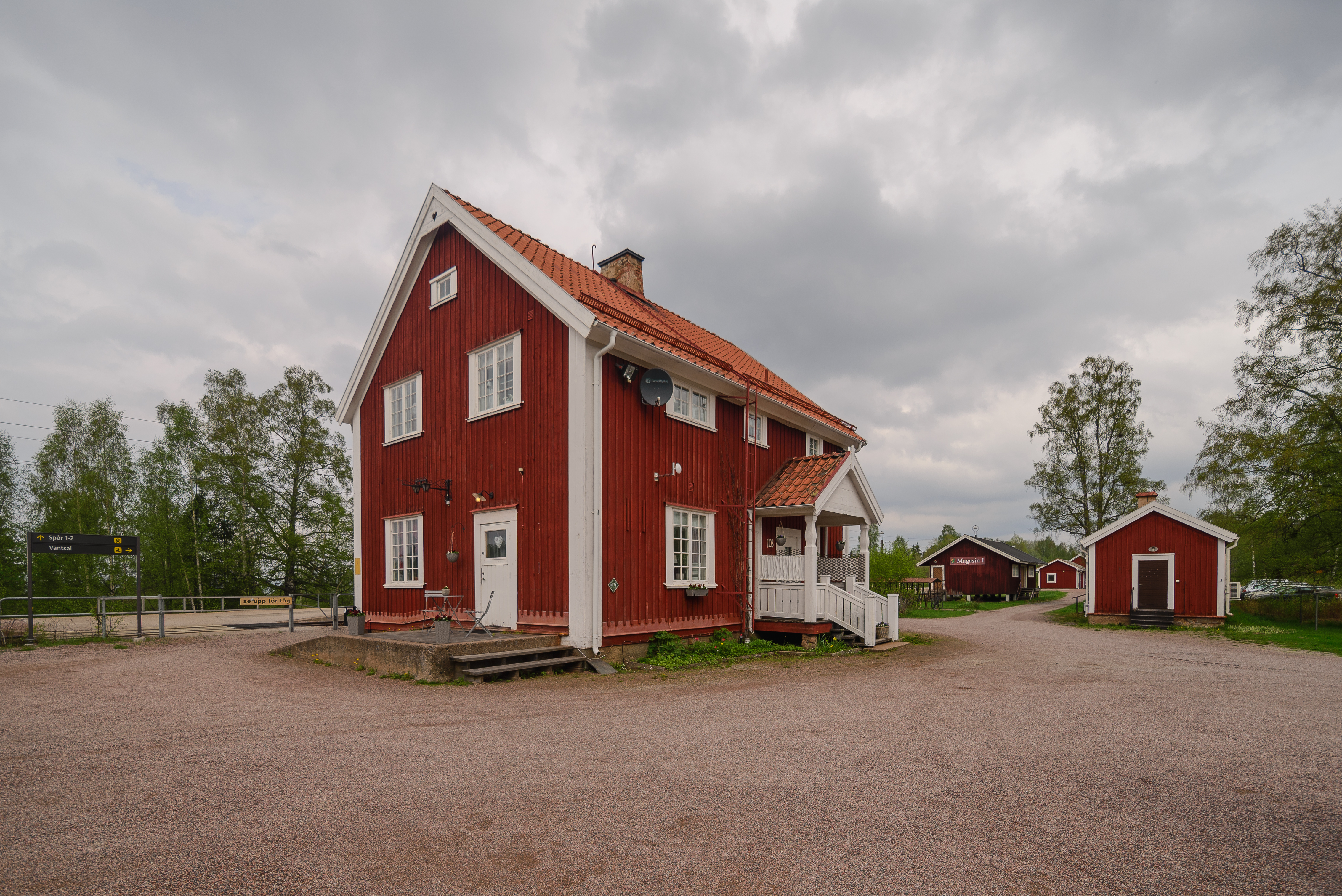
Tällbergs järnvägsstation, år 2018.
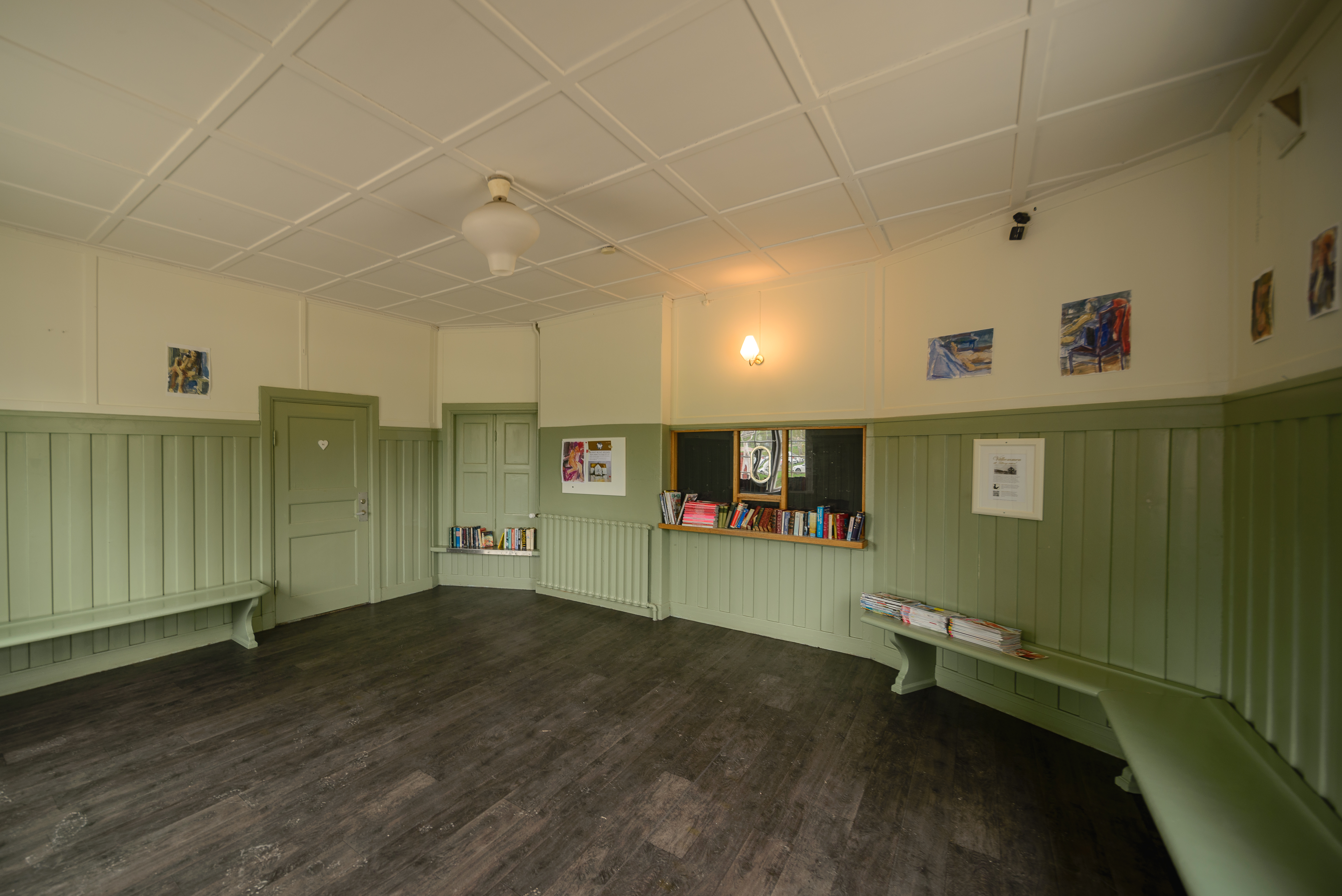
Interiör av Tällbergs järnvägsstation, år 2018.